# Smilax trachypoda
Smilax trachypoda är en enhjärtbladig växtart som beskrevs av J.B.Norton. Smilax trachypoda ingår i släktet Smilax och familjen Smilacaceae. Inga underarter finns listade.